# Jean-Nickolaus Tretter Collection in Gay, Lesbian, Bisexual and Transgender Studies
A Jean-Nickolaus Tretter Collection in Gay, Lesbian, Bisexual and Transgender Studies é uma coleção de materiais históricos LGBT armazenados na seção de Coleções Especiais e Livros Raros das Bibliotecas da Universidade de Minnesota. Ele está localizado no subsolo nas instalações de coleções especiais Elmer L. Andersen, no campus de Minneapolis da Universidade de Minnesota. A Tretter Collection abriga mais de 40.000 itens, tornando-se o maior arquivo LGBT no Upper Midwest e uma das maiores coleções de história LGBT nos Estados Unidos. A coleção, criada por Jean-Nickolaus Tretter, tem escopo internacional e variedade de mídia.

## Coleção

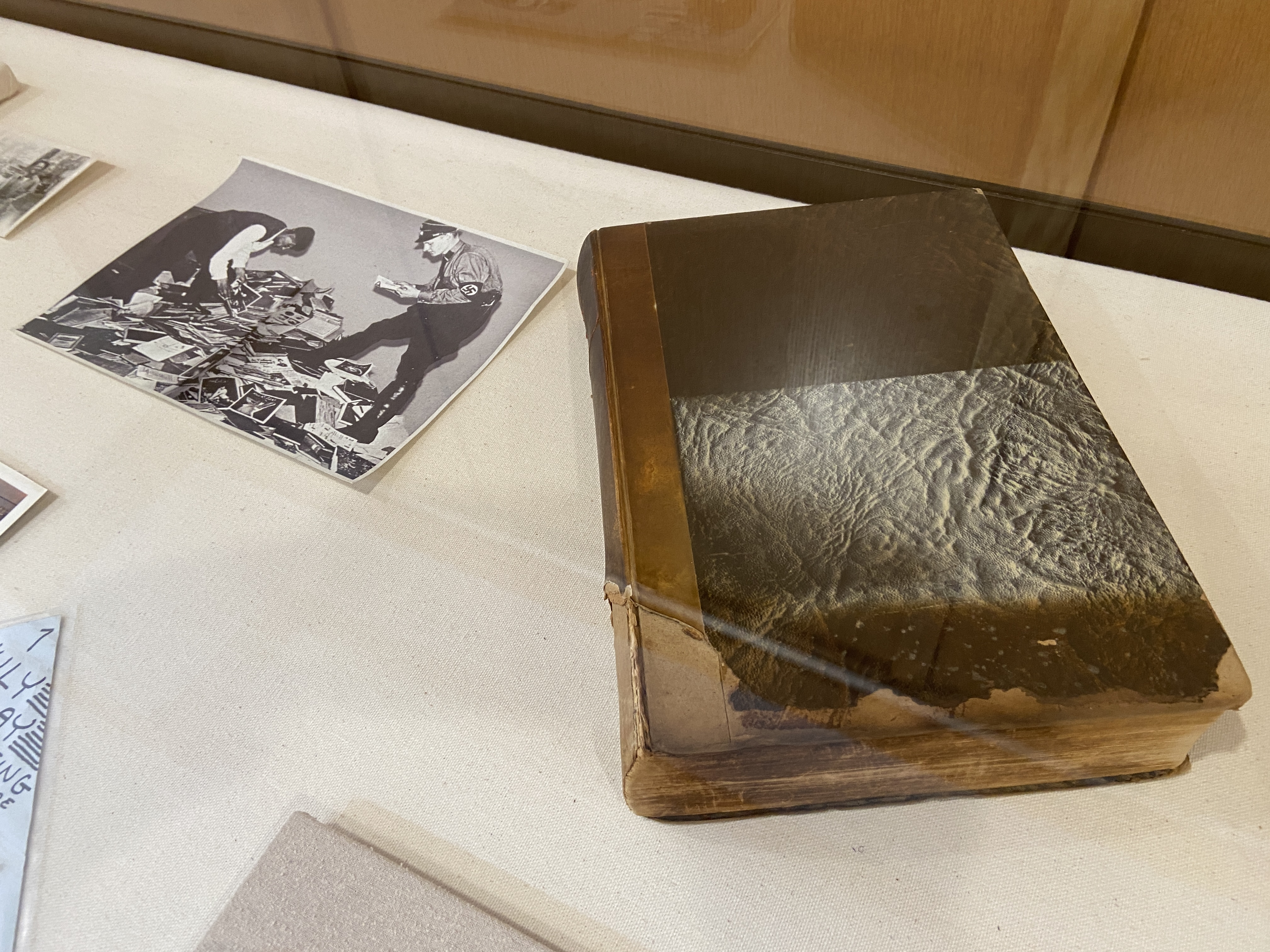
Restos queimados do livro "Le Marquis de Sade et Son Temps", que sobreviveu à queima de livros nazistas do Institut für Sexualwissenschaft de Magnus Hirschfeld.

Embora os livros sejam o núcleo da coleção (incluindo um grande acervo de ficção popular gay), seções substanciais incluem têxteis, artigos de vidro, filmes, música, obras de arte e objetos tridimensionais, como estátuas, botões de eventos e móveis. A coleção inclui manuscritos inéditos, arquivos verticais e periódicos em aproximadamente 56 idiomas. Muito do material vem de pessoas e organizações nos Estados Unidos durante o último terço do século XX.
Entre os acervos arquivísticos significativos estão:
- itens de propriedade Magnus Hirschfeld
- arquivos do nacional Log Cabin Republicans
- registros das Daughters of Bilitis
- Registros da Mattachine Society
- provas de páginas e layouts de seis obras de Andy Warhol
- arquivos da National Education Association GLBT Caucus
- os documentos pessoais de:
  - Tobias Schneebaum
  - Charles Nolte
  - Stuart Ferguson[5]

A coleção foi iniciada por Jean-Nickolaus Tretter, um arquivista nascido em Minnesota, na década de 1950, e doada às Bibliotecas da Universidade de Minnesota no início dos anos 200, quando a coleção cresceu o suficiente para representar risco de incêndio em sua casa.
Itens selecionados da coleção e dos cronogramas são frequentemente montados e exibidos em todo o mundo. Exibições recentes foram no Motor City Pride em Michigan em 2007 e 2009, e no primeiro festival do Moscow Pride em maio de 2006.
Em 2005, a coleção iniciou seu boletim oficial, The Tretter Letter.
Em 2006, a Coleção Tretter, as Bibliotecas da Universidade de Minnesota e a Quatrefoil Libraryapresentaram a primeira Conference GLBT ALMS (Archives, Libraries, Museums and Special Collections) em Minneapolis.
É a sede do Transgender Oral History Project (Projeto de História Oral Transgênero), que reuniu 200 entrevistas em vídeo de indivíduos transgêneros, principalmente no Upper Midwest, e que recebeu financiamento para uma segunda fase.

## Prêmios, homenagens e reconhecimento da mídia
Em 2016, a Jean-Nickolaus Tretter Collection foi a ganhadora inaugural do Prêmio Newlen-Symons de Excelência em Serviços de Biblioteca e Extensão à Comunidade GLBT.
"O Prêmio Newlen-Symons reconhece o tremendo impacto da Coleção Tretter e sua liderança na coleta e preservação de registros da comunidade LGBT, do campus da Universidade de Minnesota e além", disse o presidente da American Library Association, Sari Feldman. "Através da preservação, desenvolvimento de coleções e defesa, a Coleção Tretter incorpora como as bibliotecas podem transformar vidas e comunidades."
Em 2017, a Tretter Collection ganhou o Prêmio Diversidade apresentado pela Society of American Archivists. A Sociedade de Arquivistas Americanos reconhece anualmente contribuições, líderes e empreendedores notáveis no avanço da diversidade na profissão de arquivo. Tretter foi homenageado por sua dedicação em preencher as lacunas dos registros arquivísticos GLBT e por se esforçar para incluir vozes marginalizadas de dentro da comunidade GLBT.

## Pessoas
Em 2015, Andrea Jenkins começou a trabalhar na Tretter Collection como curadora do Transgender Oral History Project (Projeto de História Oral Transgênero).